# II. Malcolm skót király
Máel Coluim mac Cináeda (mai gael nyelven: Maol Chaluim mac Choinnich), (954 – 1034. november 25.) a jelenlegi anglicizált uralkodó névsorok szerint Malcolm II, magyarul II. Malcolm) Skócia királya volt 1005-től haláláig. Apja Cináed mac Maíl Coluim volt, anyjáról pedig azt állítja a Prophecy of Berchán (Berchán jövendölése), hogy az írországi Leinsterből származott. A Prophecy egyébként úgy említi Malcolmot, mint Máel Coluim Forranach, azaz Malcolm, „a romboló”.
Az ír évkönyvek szerint, melyek Malcolm haláláról megemlékeznek, ard rí Alban, azaz Skócia főkirálya volt. Ahogyan Brian Boru, Írország főkirálya sem az egyetlen uralkodó volt az ír szigeten, Malcolm is csak egyike volt azoknak, akik a mai Skócia földrajzi határai között uralkodtak. Közéjük kell számítani Strathclyde első emberét, aki a délnyugati területek nagy részét kormányozta, a nyugati part és a Hebridák több normann-gael királyát, valamint a legközelebbi és legkomolyabb vetélytársat, Moray legfőbb urát. Délen, az Angol Királyságban, Bernicia és Northumbria grófjai – akiknek elődei, Nothumbria királyai, egykoron Dél-Skócia nagy részét hatalmukban tartották – még mindig ellenőrizték a délkeleti területek jelentős részét.

## A korai évek
III. Konstantin (Causantín mac Cuilén) 997-es meggyilkolását sokan II. Kenneth (Cináed mac Maíl Coluim) nevével kötik össze. Mivel ekkor nem élt más általunk ismert és meghatározó Cináed (Kenneth), ugyanis Cináed mac Maíl Coluim 995-ben meghalt, ezek a vádak inkább Cináed mac Duibra (III. Kenneth), Konstantin utódára, vagy esetleg magára Malcolmra, Cináed mac Maíl Coluim (II. Kenneth) fiára vonatkozhatnak. Hogy Malcolm ölte-e meg Konstantint vagy nem, az egyelőre rejtély, az azonban nem kérdőjelezhető meg, hogy Malcolm volt az, aki életét vette Konstantin utódának, III. Kenneth királynak Monzievaird közelében, egy csatában.
John of Fordun azt írja, hogy Malcolm megvert egy norvég sereget a „koronázását követő csaknem az első napon”, de erről máshol nem olvashatunk. Fordun azt állítja, hogy a mortlach-i egyházmegyét (a későbbi aberdeenit) hálából alapították a norvég sereg feletti győzelemért, de ennek a kijelentésnek nincs valóságalapja.

## Bernicia
A Malcolm uralkodására vonatkozó első megbízható jelentés egy Bernicia elleni invázióról szól. Lehet, hogy ez nem volt több, mint a szokásos crech ríg (királyi próbatétel), azaz az új uralkodó egy portya során bizonyítani kívánta vitézségét. A betörést Durham ostroma követte. Úgy tűnik azonban, hogy mindennek egy súlyos vereség lett a következménye. A győztes northumbriaiakat Uchtred the Bold („Merész Uchtred”) vezette, aki később Bernicia grófja lett.
Egy második berniciai háború – valószínűleg 1018-ban – már jóval sikeresebb volt. A Tweed folyó melletti carhami csatát a Malcolm vezette skótok és a Kopasz Eógan vezette strathclyde-iak nyerték meg Norvégiai Erik (Eiríkr Hákonarson) csapatai ellen. Eriket sógora, Nagy Knut nevezte ki Northumbria grófjának, a hatalma azonban valószínűleg csak délre, a korábbi Deira területére korlátozódott, és – ismereteink szerint – nem háborúskodott a skótokkal. A De obsessione Dunelmi (A durhami csata) című – Durhami Symeon nevéhez kötött – munka szerint Uchtred testvére, II. Eadulf átadta Lothiant Malcolmnak, feltehetően a carhami vereség következményeként. Ezek valószínűleg a Dunbar és a Tweed közötti földek lehettek, mivel Lothian többi része korábban is skót ellenőrzés alatt állt. Állítólag Knut sarcot kapott a skótoktól Lothian fejében, de – mivel a berniciai grófoktól aligha kaphatott bármit is – ez kevéssé valószínű.

## Knut
Az Anglo-Saxon Chronicle (Angolszász krónika) szerint Knut egy római zarándokútról hazatérve hadat vezetett Skócia ellen. A forrás ezt 1031-re teszi, de alapos okunk van rá, hogy inkább 1027-et tekintsük a helyes évszámnak. A burgundiai krónikás, Rodulfus Glaber, kevéssel az esemény után számol be a hadjáratról és úgy írja le Malcolmot, mint aki „bővelkedik a készletekben és fegyverekben ... nagyon keresztény hitben és cselekedetben.” Rodulfus azt írja, hogy a Malcolm és Knut közötti béke II. Richárd normandiai herceg közbenjárásának volt köszönhető. A herceg Knut feleségének, Normandiai Emmának volt a testvére. Richárd 1027 körül halt meg, Rodulfus pedig kevéssel ezt követően készítette beszámolóját.
Úgy vélik, hogy a Knut és Malcolm közötti civakodás gyökerei valahol Knut római zarándoklata és II. Konrád német-római császár megkoronázása környékén kereshetők, melyen Knut és III. Rudolf burgund király is megjelent. Ha Malcolm is ott volt – márpedig az áhítatosságára vonatkozó gyakori feljegyzések egészen hihetővé teszik, hogy elzarándokolt Rómába, akárcsak a későbbi Macbeth király –, akkor a koronázás jó alkalmat kínált arra, hogy nyilvánosan is visszautasítsa Knutnak azon igényét, hogy Malcolm ismerje el az ő feljebbvalóságát.
Knut jóval kevesebbet ért el, mint a korábbi angol királyok: a béke és a barátság ígéretét a földi és a tengeri segítségre vonatkozó ígéret helyett, amit Edgarnak és másoknak sikerült kikövetelni. A források szerint Malcolmhoz csatlakozott egy vagy két másik király is, köztük volt bizonyosan MacBeth és talán Echmarcach mac Ragnaill, Man és a Hebridák, valamint Galloway királya is. Az Anglo-Saxon Chronicle feljegyzése erről a behódolásról: „de ő [Malcolm] csak egy kis ideig tartotta magát ehhez”. Knut röviddel ezután már Olaf Haraldssonnal volt elfoglalva Norvégiában, és nem avatkozott többé Skócia dolgaiba.

## Orkney és Moray
Malcolm egyik – Donalda nevű – lányának Sigurd Hlodvisson, Orkney grófja volt a férje. Fiukról, Thorfinn Sigurdssonról azt állítják, hogy ötéves volt, mikor Sigurdot 1014. április 23-án megölték a clontarfi csatában. Az Orkneyinga saga szerint Thorfinn Malcolm udvarában nőtt fel és nagyapja a caithnessi elöljáróságot adományozta neki. A Heimskringla azt állítja, hogy Thorfinn a skót királyok szövetségese volt és számíthatott Malcolm támogatására a norvég Olaf Haraldssonnal szemben. Thorfinn életrajza nem teljesen ismert, de lehet, hogy volt valami köze az orkney-i grófsághoz még gyerekkorában, ha valóban csak ötéves volt 1014-ben. Az azonban bizonyos, hogy Malcolm halála előtt a skótok embere gyakorolta az ellenőrzést Caithness és Orkney felett, de az valószínűtlen, hogy ez az állapot sokáig fennmaradt volna Malcolm halála után is.
Ha valóban Malcolm ellenőrizte Moray-t – ami azért nem általánosan elfogadott – akkor alaposan meg kellett küzdenie az északi hatalomért. 1020-ban Mac Bethad (Macbeth) apját, Findláech mac Ruaidrít megölték fivére, Máel Brigte fiai. Valószínű, hogy fia, Máel Coluim mac Máil Brigti tartotta hatalmában Moray-t, az ő halálát 1029-re teszik.
Az ír évkönyvekkel szemben, az angol és skandináv források szerint, Mac Bethad volt Moray törvényes királya. Ez tűnik ki azokból a leírásokból, melyekben a Knut királlyal való 1027-es találkozójáról számolnak be, mely még Máel Coluim mac Máil Brigti halála előtt történt. Máel Coluim utódja királyként vagy elöljáróként fivére, Gille Coemgáin lett, Gruochnak, III. Kenneth unokájának a férje. Könnyen lehet, hogy Mac Bethad volt a felelős Gille Coemgáin 1032-es meggyilkolásáért, de, ha Mac Bethadnak volt oka a viszályra apja 1020-as meggyilkolása miatt, II. Malcolm ugyancsak okkal szerette volna látni Gille Coemgáin halálát. Nemcsak azért, mert Gille Coemgáin ősei Malcolm több rokonát is megölték, hanem, mert Gille Coemgáin és fia, Lulach, vetélytársai is voltak a trónért vívott küzdelemben. Malcolmnak nem volt életben maradt fia, így az utódlásra vonatkozó elképzeléseit nyilvánvalóan fenyegették. Ez eredményezte azt is, hogy a következő évben Malcolm megölte Gruoch fivérét vagy unokaöccsét, aki esélyes volt a trónutódlásra.

## Strathclyde és az utódlás
Úgy tartják, hogy Kopasz Eógan-t, a strathclyde-i királyt megölték a carhami csatában és ezt követően a királyság a skótok kezére jutott. Ez a feltevés azonban nagyon gyenge bizonyítékokra épül. Messze van a valóságtól az, hogy Eógan meghalt a carhami csatában, sokkal valószínűbb, hogy egészen 1054-ig Strathclyde királya maradt, ugyanis ekkor bízta meg Hitvalló Eduárd Sigurd grófot (Sigurd a dán), hogy iktassa be „II. Máel Coluim strathclyde-i királyt, Cumbria királyának fiát”. A zűrzavar elég régóta fennáll, valószínűleg William of Malmesburytől ered és John of Fordun csak szépített rajta, ugyanis nincs semmiféle bizonyítéka annak, hogy a straithclyde-i királyság a skót királyság része lett volna, talán csak egy alacsony szintű alávetettségről lehetett szó II. Malcolm dédunokája, III. Malcolm uralkodása előtt.
1030-ra meghaltak Malcolm fiai, ha egyáltalán voltak neki. Az egyetlen bizonyíték arra nézvést, hogy fiai voltak, Rodulfus Glaber krónikája, melyben az olvasható, hogy Knut Malcolm fiának keresztapja volt. Az valószínűtlen volt, hogy unokáját, Thorfinnt elfogadják skót királynak, ezért másik lányának, Bethóc-nak – aki dunkeldi Crinán-hoz, Dunkeld laikus apátjához (talán Atholl elöljárója is volt) ment férjhez – a fiát választotta. Lehet, hogy nem több, mint véletlen egybeesés, de az ír évkönyvek arról tanuskodnak, hogy Dunkeld 1027-ben leégett, bár a körülményeket nem említik. Malcolm választott utóda, egyben az első nem férfiágról származó örökös I. Duncan (Donnchad mac Crínáin) lett.
Lehet, hogy Malcolm egy harmadik lánya Findláech mac Ruaidrí felesége volt, azaz Macbeth Malcolm unokája lett volna, de az erre vonatkozó bizonyítékok meglehetősen gyenge lábakon állnak.

## Halála és utóélete
Malcolm 1034-ben halt meg, Marianus Scotus szerint november 25-én. A királylisták szerint Glamis mellett hunyt el, és hol a „legdicsőségesebb”, hol a „leggyőzedelmesebb” királyként említik. Az Annals of Tigernach az jegyzi fel, hogy „Máel Coluim mac Cináeda, a skótok királya, Európa nyugati felének ékessége meghalt.” A Prophecy of Berchán, talán John of Fordun és Andrew of Wyntoun beszámolóinak hatására, melyekben Malcolmot harcoló útonállók ölték meg, azt írja, hogy erőszakos halált halt, „apagyilkosokkal” harcolva, és azt vélelmezi, hogy a moray-i Máel Brigte fiai voltak az elkövetők.
Talán a legfigyelemreméltóbb észrevételt Malcolm halálára vonatkozóan Marianusnál találjuk, aki – ellentétben az ír évkönyvek semmitmondásával – megjegyzi, hogy I. Duncan lett a király, aki öt évig és kilenc hónapig uralkodott. Mivel 1040-es halálával kapcsolatban arról ír az Annals of Tigernach, hogy „éretlen korban volt”, 1034-ben még ifjú ember kellett, hogy legyen. Az ezzel ellentétes vélemények hiánya azt valószínűsíti, hogy Malcolm élete során keményen megküzdött minden lehetséges ellenféllel.
Malcom vélt római zarándoklata (vagy zarándoklatai), esetleg más, hosszabb időtartamú utazásai egyáltalán nem tartoztak volna a szokatlan dolgok közé. Thorfinn Sigurdsson, Knut és Macbeth nevét már említettük. Rognvald Kali Kolssonról tudjuk, hogy a 12. században keresztes hadjáraton vett részt a mediterráneumban. Valamivel korábban, 975-ben, III. Domnall strathclyde-i király zarándokúton halt meg Rómában és ugyanez történt Máel Ruanaid uá Máele Doraid-dal, Cenél Conaill királyával 1025-ben.
A háborúk és gyilkosságok mellett nem sokat tudunk Malcom munkásságáról. A Book of Deer feljegyzi, hogy Malcolm „királyi ajándékot adott Biffie-ben és Pett Meic-Gobraigben, valamint két davoch földet” Old Deer apátságának. Valószínűleg nem ő alapította a mortlach-i (aberdeeni) püspökséget. John of Fordun elmesél egy történetet a feltételezett „Malcolm MacKenneth törvénykönyvével” kapcsolatban, azt állítva, hogy Malcolm elajándékozta egész Skóciát, kivéve a scone-i Moot Hillt. A történet természetesen minden alap nélkül való.